# Eneritz Mancisidor
Eneritz Mancisidor Villamediana (Portugalete, Vizcaya, 11 de junio de 1992) es un filóloga, profesora y política española, concejal del Ayuntamiento de Portugalete y líder y portavoz del Grupo Municipal EH Bildu en el Ayuntamiento de Portugalete.

## Biografía
Estudió en el colegio Asti Leku Ikastola de Portugalete. Estudió el grado en filología vasca en la Universidad de Deusto (2010-2014). Posteriormente cursó el máster de profesorado en la Universidad de Deusto. También obtuvo un máster en multilingüismo y educación en la Universidad del País Vasco.
Ha trabajado como profesora de lengua vasca y literatura en distintos centros, como en el colegio Asti Leku Ikastola, en HABE o en el euskaltegi municipal de Santurce. En la actualidad es profesora de lengua vasca y literatura en el instituto público J.A. Zunzunegui BHI de Portugalete.
Desde joven ha estado ligada al movimiento cultural y asociativo de Portugalete, entre otros, en la asociación cultural Elai-Alai o en el gaztetxe Sastraka de Portugalete. Ha sido dantzari de danzas vascas y también profesora de danzas vascas en el grupo de danza Berriztasuna Dantza Taldea. Como dantzari, ha sido ganadora en varias ocasiones en campeonatos de danzas vascas. En 2012 fue ganadora, junto con Diego Duran, en el campeonato de danza del País Vasco (Euskal Herriko dantza suelto txapelketa) en Segura (Guipúzcoa), en su 36 edición. En el año 2016 fue ganadora, junto con Kerman Rengel, en el campeonato de Zaldu (Gordejuela).
En el año 2022, Mancisidor fue elegida encargada de lanzar el chupinazo (txupinera) en las fiestas de Portugalete, como representante de las cuadrillas de la villa.
Mancisidor también es miembro del movimiento feminista de Portugalete. En el año 2020 participó en el videoclip con la versión en lengua vasca del tema «Canción sin miedo» de la compositora Vivir Quintana, en contra de la violencia machista.

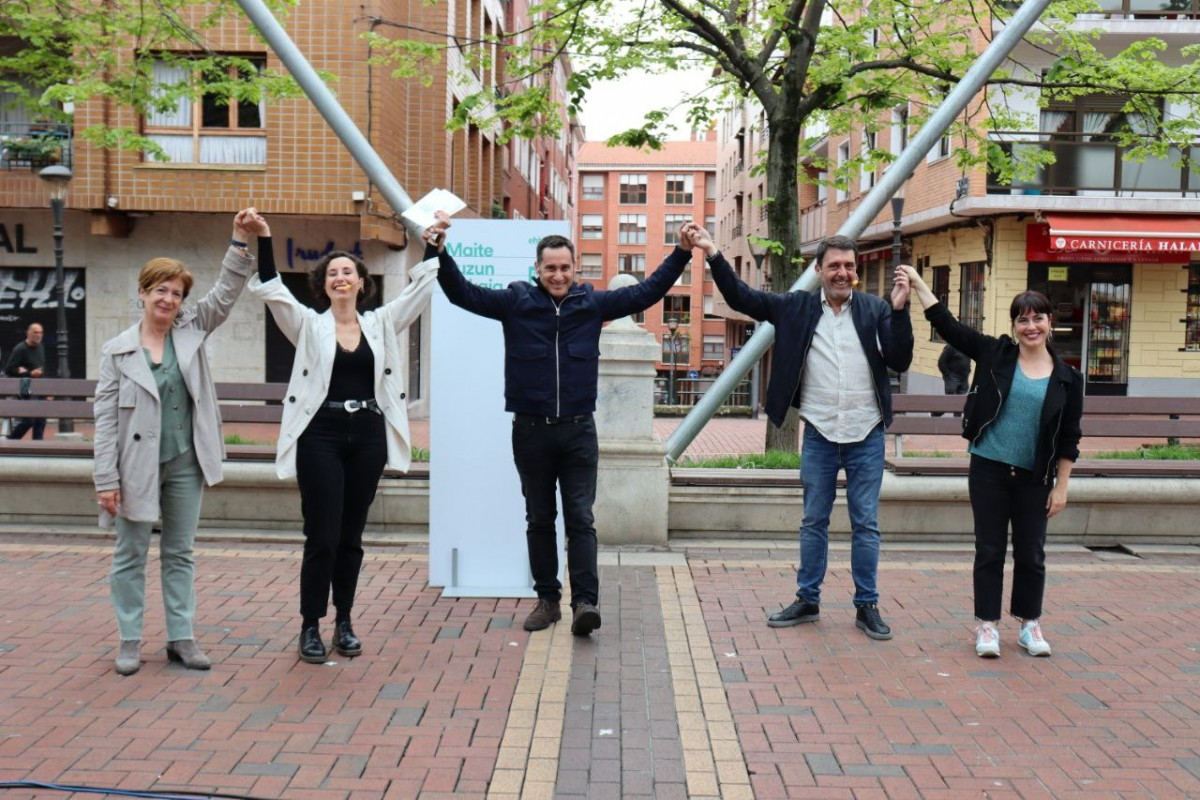
Miren Matanzas, Eneritz Mancisidor, Iker Casanova, Javier González y María Solar

En el año 2023, en las elecciones municipales de 2023, Mancisidor fue candidata a alcaldesa de Portugalete y cabeza de lista por la coalición EH Bildu. EH Bildu obtuvo 3 concejales, uno más que en la legislatura anterior, y Mancisidor salió electa concejal. En la legislatura 2023-2027, Mancisidor ejerce de líder y portavoz del Grupo Municipal EH Bildu en el Ayuntamiento de Portugalete, sucediendo a Iker Gil Martinez-Musitu.

## Palmarés
- 2012, ganadora, junto con Diego Duran, en el campeonato de danza del País Vasco (Euskal Herriko dantza suelto txapelketa) en Segura (Guipúzcoa)
- 2016, ganadora, junto con Kerman Rengel, en el campeonato de Zaldu en Gordejuela (Vizcaya)